# 卡帕塔里達

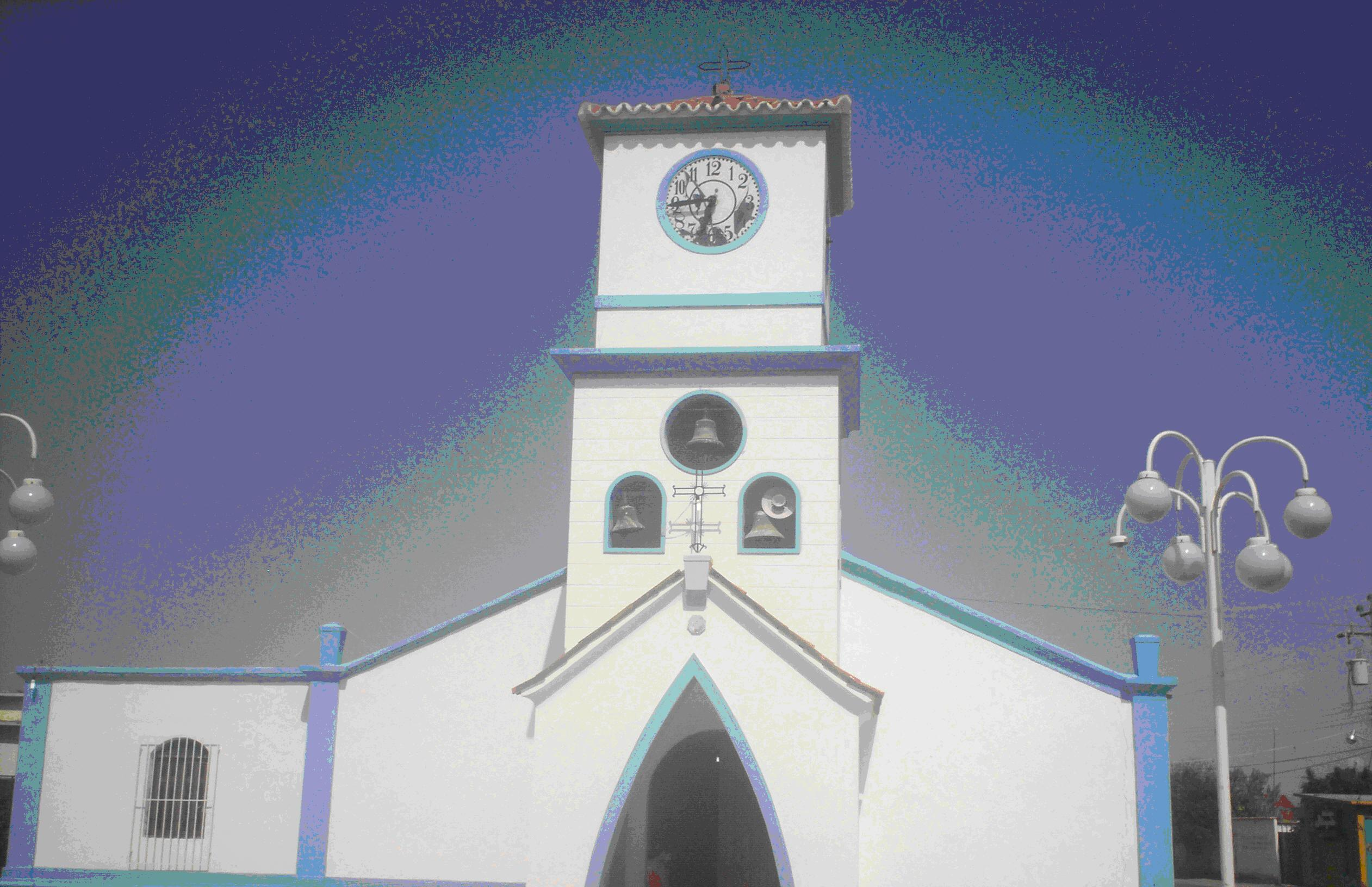

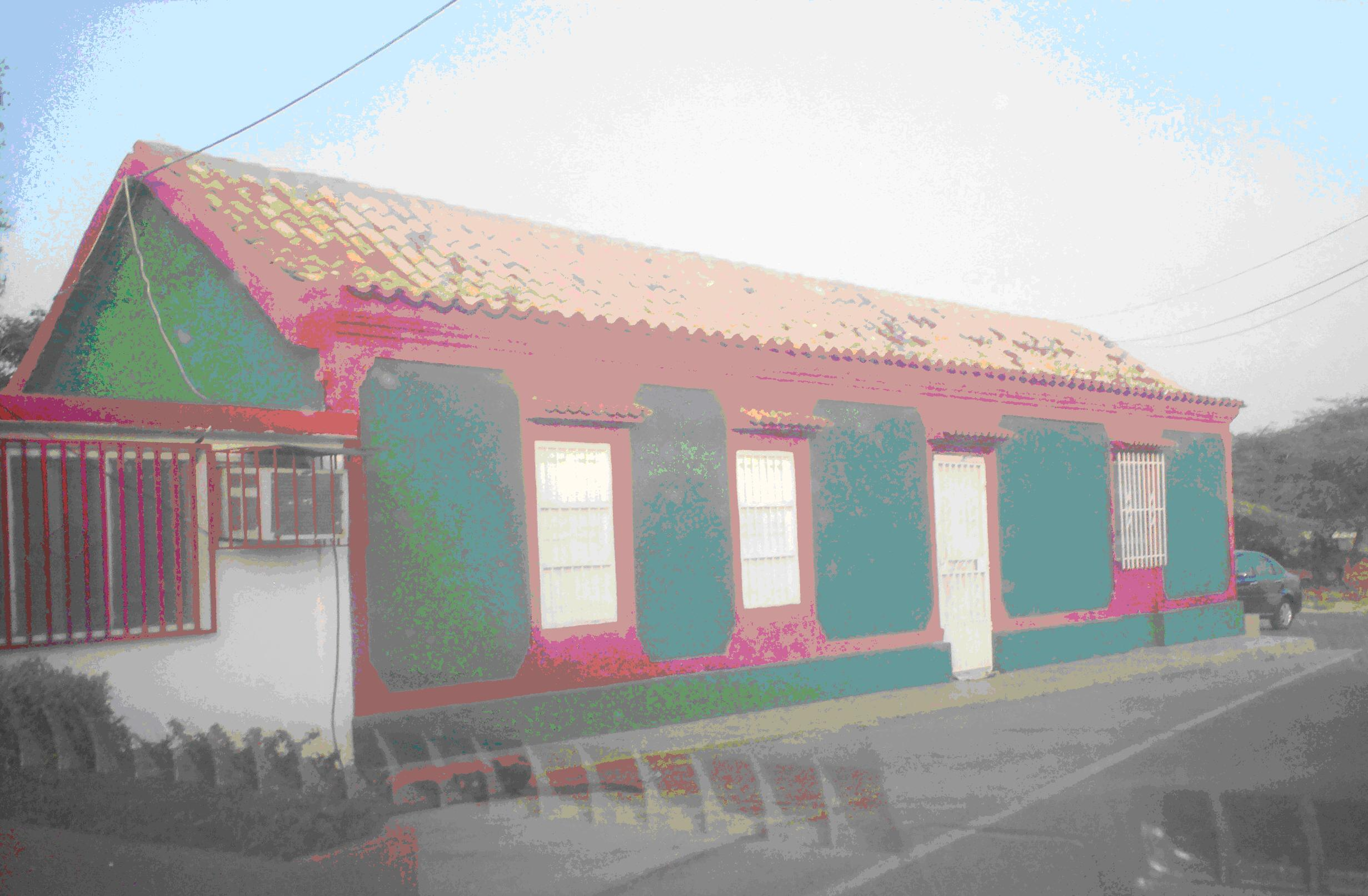

卡帕塔里達（西班牙語：Capatárida），是委內瑞拉的城鎮，位於該國西北部法爾孔州，是布奇巴科阿市的首府，主要經濟活動是畜牧業，2011年該城鎮人口8,052。